# Martine de Cortanze
Martine Marie Roero de Cortanze (* 4. August 1945 in Boulogne-Billancourt) ist eine ehemalige französische Rallye-, Enduro- und Powerboatfahrerin sowie Journalistin und Autorin.

## Motorsport
Martine de Cortanze begann 1968 mit dem Rallyesport und nahm bis 1972 während fünf Saisons an der französischen Cross-Country-Rallye-Meisterschaft teil.
Eine spontane Fahrt mit dem Motorrad ihres Freundes durch den Wald machte ihr jedoch solchen Spaß, dass sie begann, Fahrstunden auf zwei Rädern zu nehmen. Der Besuch einer Enduro-Veranstaltung mit Freunden weckte daraufhin endgültig ihre Begeisterung für diesen Sport. Sie erwarb ein eigenes Motorrad und begann, an Enduro-Rennen teilzunehmen, wo sie häufig die einzige Frau im Teilnehmerfeld war. Und obwohl sie von den männlichen Konkurrenten zu Beginn oft belächelt wurde, steigerten sich ihre Leistungen stetig.
Zwischen 1975 und 1979 nahm sie an fünf Saisons der französischen Enduro-Meisterschaft sowie bei fünf Ausgaben der Enduro du Touquet teil. 1978 und 1979 partizipierte sie bei verschiedenen Motorrad-Rallyes in Frankreich und gewann an der von Thierry Sabine ins Leben gerufenen Croisière Verte, einer Fahrt quer durch Frankreich von Le Touqet an die Mittelmeerküste, in diesen beiden Jahren jeweils den ersten Platz in der Kategorie der Damen.
Als Thierry Sabine, mit dem sie zu der Zeit befreundet war, im Jahr 1978 die erste Ausgabe der Rallye Paris-Dakar plante, entschloss sie sich, daran teilzunehmen. Ein weiterer Bekannter, welcher Rennleiter bei Honda war, nahm sie daraufhin in sein Team auf. Als schnellste Frau erreichte Martine de Cortanze auf einer Honda 250 XLS das Ziel auf dem 19. Platz der Gesamtwertung. 1980 nahm sie auf einer Yamaha XT 500 teil, kam jedoch nicht in Dakar an. 1981 erreichte sie auf einer Yamaha XT 250 den 19. Platz der Motorradwertung, den Coupe des Dames gewann allerdings Christine Martin, welche auf dem 10. Platz ins Ziel gelangte.
Von 1981 bis 1984 nahm sie wieder mit Automobilen an zahlreichen Langstreckenrennen und Rallyes teil. 1981 war sie beim 24-Stunden-Rennen von Mauléon die schnellste Frau, bei der Tunesien-Rallye im selben Jahr die zweitschnellste. Bei der Rallye Marokko 1983 gewann sie die Damenwertung bei den Automobilen.
Nachdem sie des Öfteren Rennmotorboote beim Training auf der Seine beobachten konnte, entschied sie sich schließlich dazu, dies ebenfalls auszuprobieren. Von 1984 bis 1988 nahm sie während fünf Saisons an diesem Sport teil, sowohl auf Flüssen wie auch auf dem Meer (Offshore).

## Weitere Tätigkeiten
Im Jahr 1979 schrieb Martine de Cortanze, die ihre berufliche Karriere als Journalistin und Pressesprecherin begonnen hatte, das Buch Une fille dans le désert („Ein Mädchen in der Wüste“) über ihre Teilnahme an der Rallye Paris-Dakar. 1982 war sie darüber hinaus Co-Autorin des Buches Les Raids über Marathonrallyes.
Von 1985 bis 1988 war sie als Automobil-Journalistin für das Magazin Maisons et Jardins tätig und danach bis 1996 als Promotions- und Kommunikationsdirektorin des Nationalen Olympischen Komitees Frankreichs.
1988 nahm sie zusammen mit dem französischen Astronauten Patrick Baudry an Parabelflugtests der NASA teil. Seit 2001 ist sie Trägerin des Ordre national du Mérite.

## Privates
Martine de Cortanze wurde als Tochter von Hervé und Caroline Magny in Boulogne-Billancourt geboren und besuchte Schulen in Paris und Neuilly-sur-Seine. 1972 heiratete sie Christian Roero de Cortanze, von dem sie mittlerweile wieder geschieden ist.